# Солотвина (доплив Цигли)
Солотвина — гірський потік в Україні у Стрийському районі Львівської області. Правий доплив річки Цигли (басейн Дністра).

## Опис
Довжина потоку 4,5 км, найкоротша відстань між витоком і гирлом — 4,03  км, коефіцієнт звивистості річки — 1,12 . Формується багатьма гірськими струмками.

## Розташування
Бере початок на західних схилах гори Кіндрат (1155,9 м). Тече переважно на південний захід мішаним лісом і к селі Либохора впадає у річку Циглу, праву притоку річки Опору.

## Цікаві факти
- Навколо потоку існують туристині шляхи від села Либохори до гори Кіндрат[5].